# كمك راه خدا (لوداب)
كمك راه خدا (بالفارسية: کمک راه‌خدا) هي قرية تقع في إيران في قسم لوداب الريفي. يقدر عدد سكانها بـ 38 نسمة .